# 발퀴레 작전

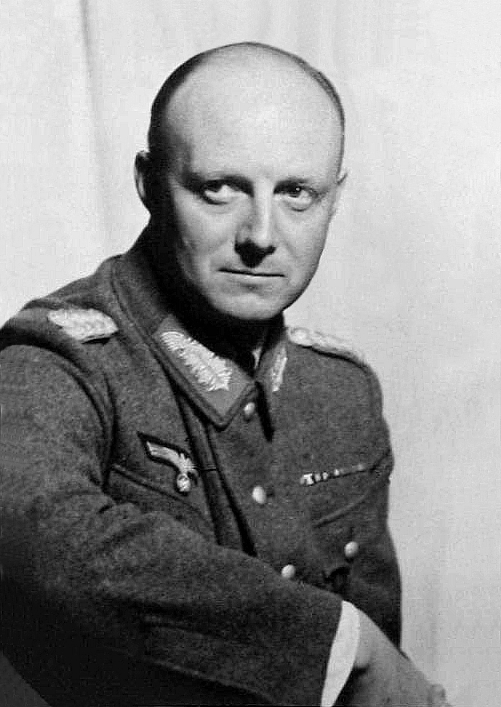
헤닝 폰 트레스코브

발퀴레 작전(독일어: Unternehmen Walküre 운테르네흐멘 발퀴레[*])은 제2차 세계 대전 중 독일에서 비상사태가 일어났을 시 독일 제3제국 내부에서 반란이 일어났을 경우 보충군을 소집해 독일 국내의 국방군 및 무장친위대 병력이 집결, 계엄령을 선포한다는 작전이다.
아프베어 총수 빌헬름 카나리스가 건의하여 프리드리히 올브리히트 보병대장이 입안하였다. 그런데 이 두 사람은 독일 국방군 내부의 반히틀러 조직인 검은 관현악단의 일원이었고, 검은 관현악단은 오히려 이 발퀴레 작전을 사용해 쿠데타 시도인 7월 20일 음모를 일으킨다.

## 같이 보기
- 히틀러 암살미수
- 작전명 발키리 (영화)